# Gravtjärnen (Karlanda socken, Värmland, 661522-128744)
Gravtjärnen är en sjö i Årjängs kommun i Värmland och ingår i Göta älvs huvudavrinningsområde.